# Pierre DeCelles
Pour les articles homonymes, voir DeCelles.
Pierre DeCelles (14 décembre 1951 - ) est un animateur québécois, surtout connu pour avoir réalisé La Merveilleuse Aventure des Puppies en 1988. Il a également été le réalisateur de la série animée Spiral Zone. Dans les années 1990, il a réalisé les cris et les gloussements de Ren Höek (en) dans Big House Blues, le pilote de la série télévisée d'animation américaine Ren et Stimpy.

## Biographie
Citant ses propres mots, Pierre DeCelles «... est né tôt le matin du 14 décembre 1951 à Montréal, au Québec, au Canada. Ma mère était superstitieuse et ne voulait pas que je naisse le 13, pensant que cela me porterait malheur, elle a donc attendu qu'une minute passe après minuit pour accoucher. Je n'ai jamais compris cela, puisque son frère (mon oncle) est né un 13 et qu'il était l'homme le plus chanceux que j'aie jamais connu !". Pierre DeCelles a commencé à dessiner très tôt et, avec le temps, selon ses propres termes, "... le dessin est devenu ma joie".
Peu motivé par le système scolaire rigide de son époque, comme beaucoup d'hommes et de femmes de sa génération, il a quitté l'école pour essayer de trouver sa propre voie. L'adolescence de Pierre DeCelles est un exemple parfait du mouvement et des aspirations de la contre-culture des années 1960 - notamment les idéaux de paix, d'amour libre, de compassion et de fraternité humaine, d'harmonie avec la nature, de vie en communauté, d'expérimentation artistique, de partage des ressources - avec son urgence à redéfinir l'éthique et les limites de la vie sociale.
Pierre DeCelles a appris le dessin par lui-même, en s'exerçant tout en travaillant pour gagner sa vie : il a été livreur de journaux, aide laitier, a travaillé dans une usine de tartes, au grand magasin Ogilvy's, etc. jusqu'à ce qu'il trouve finalement un emploi dans un studio d'animation.
La carrière d'animation de Pierre DeCelles s'étend sur plus de 40 ans et dans plusieurs pays (Canada, Taiwan, Corée du Sud, États-Unis, Japon, Chine) et il a participé à des projets avec Wang Film Productions (en) (Taiwan), Warner Brothers Studios (États-Unis), Marvel Productions (États-Unis), DIC Entertainment (France puis États-Unis), The Kushner-Locke Company (en) (États-Unis), Hanna-Barbera Productions (États-Unis), entre autres.
Il est un dessinateur et un peintre apprécié. En 2004, une exposition de ses peintures Zhong Kui et de celles de son ami artiste M. Dong Zhi Yi a été organisée à Shanghai par l'Association internationale de communication culturelle de Shanghai, la cérémonie d'ouverture ayant accueilli le consul général du Canada, Robert B. Mackenzie.
Les peintures et les dessins les plus recherchés de Pierre DeCelles comprennent la série Zhong Kui, la série Petit chaperon rouge, la série Don Quichotte, la série Objet volant non identifié et la série Bouddha.
Actuellement, Pierre DeCelles est cofondateur et directeur de son propre studio d'animation, Crashdown Studio, situé à Shanghai, en Chine.